# أبرومند (مقاطعة بهار)
أبرومند (بالفارسية: ابرومند) هي قرية تقع في إيران في قسم أبرومند الريفي. يقدر عدد سكانها بـ 1,637 نسمة .